# Zulo de trampero

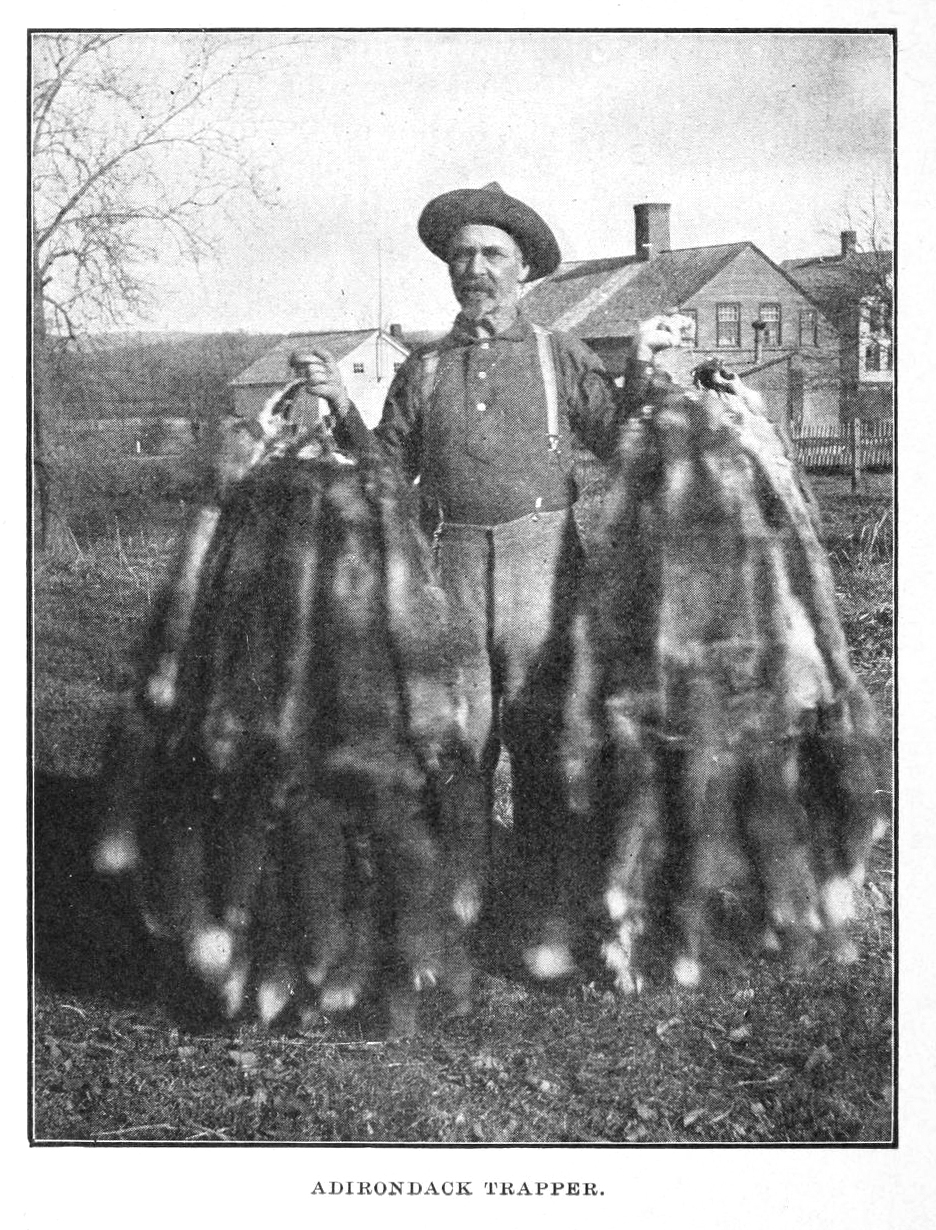
Trampero con las pieles capturadas.

Un zulo o cado de trampero  es un tipo de escondrijo temporal, utilizado desde tiempos antiguos por pueblos primitivos, que fue utilizado, entre otros, por los tramperos del norte del continente americano con el fin de esconder, disimulándolos, los alimentos para toda la campaña, o bien almacenar las pieles recogidas preparando el viaje de vuelta hacia la civilización, etc. Este hábito, derivado probablemente del almacenamiento animal, existía desde el Neolítico en las civilizaciones antiguas de cazadores-recolectores, es decir, existía también entre los indios americanos cuando los tramperos llegaron a sus campamentos.

## Etimología

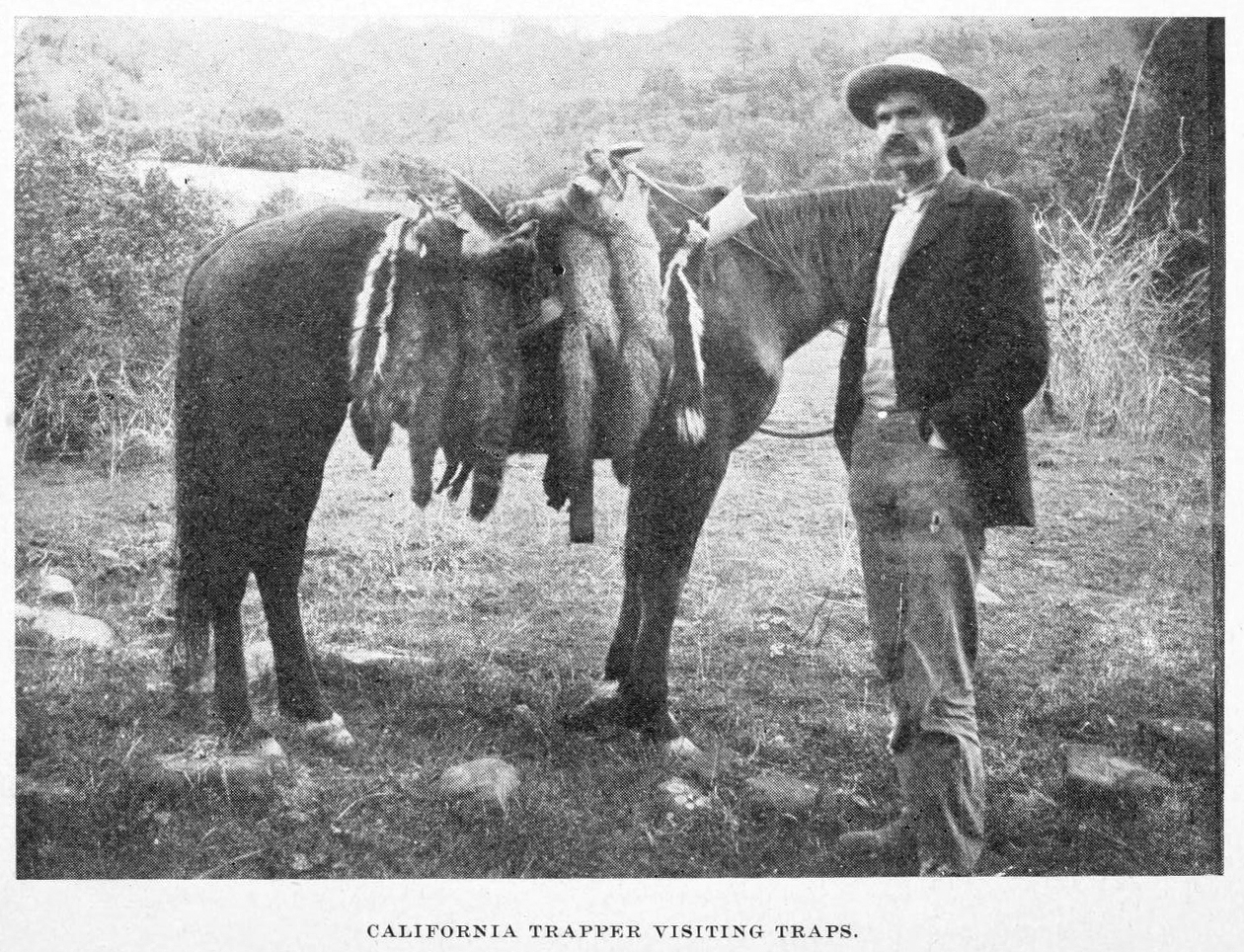
Trampero a punto de volver al cache.

El término "cache" (zulo) proviene de la palabra francesa "cache" derivada del verbo "cacher" que significa ocultar o esconder. El diccionario de Webster de 1911 define el cache cómo: "un agujero en tierra, hecho para esconder y proteger los materiales que, por diferentes motivos, no se quieren transportar en aquel momento y poder volver a buscarlos cuando sea conveniente".

## Funcionamiento
Se puede explicar el funcionamiento de un zulo de trampero mediante los trayectos entre los puntos del territorio por donde el trampero se llega a mover. Sean estos puntos: O-origen, C-zulo, y D-E-F-trampas.  
El trampero sale del punto O-origen y cuando al cabo de unos 700 km, llega en su punto C-zulo, en él esconde las provisiones para un año y continúa el viaje hacia los otros puntos, separados unos 100 km de promedio de C-zulo: "D-trampa, E-trampa, F-trampa..", donde se dedica a ir poniendo las trampas, objetivo de su trabajo. La ventaja del zulo se hace patente cuándo, estando en los lugares de las trampas, necesita provisiones, entonces, no tiene que hacer los 800 km que le separan del punto O-origen, de hecho solo tiene que hacer los 100 km que le separan del C-zulo donde tiene las provisiones escondidas, aprovechando el viaje para dejar las pieles capturadas.

## Motivos

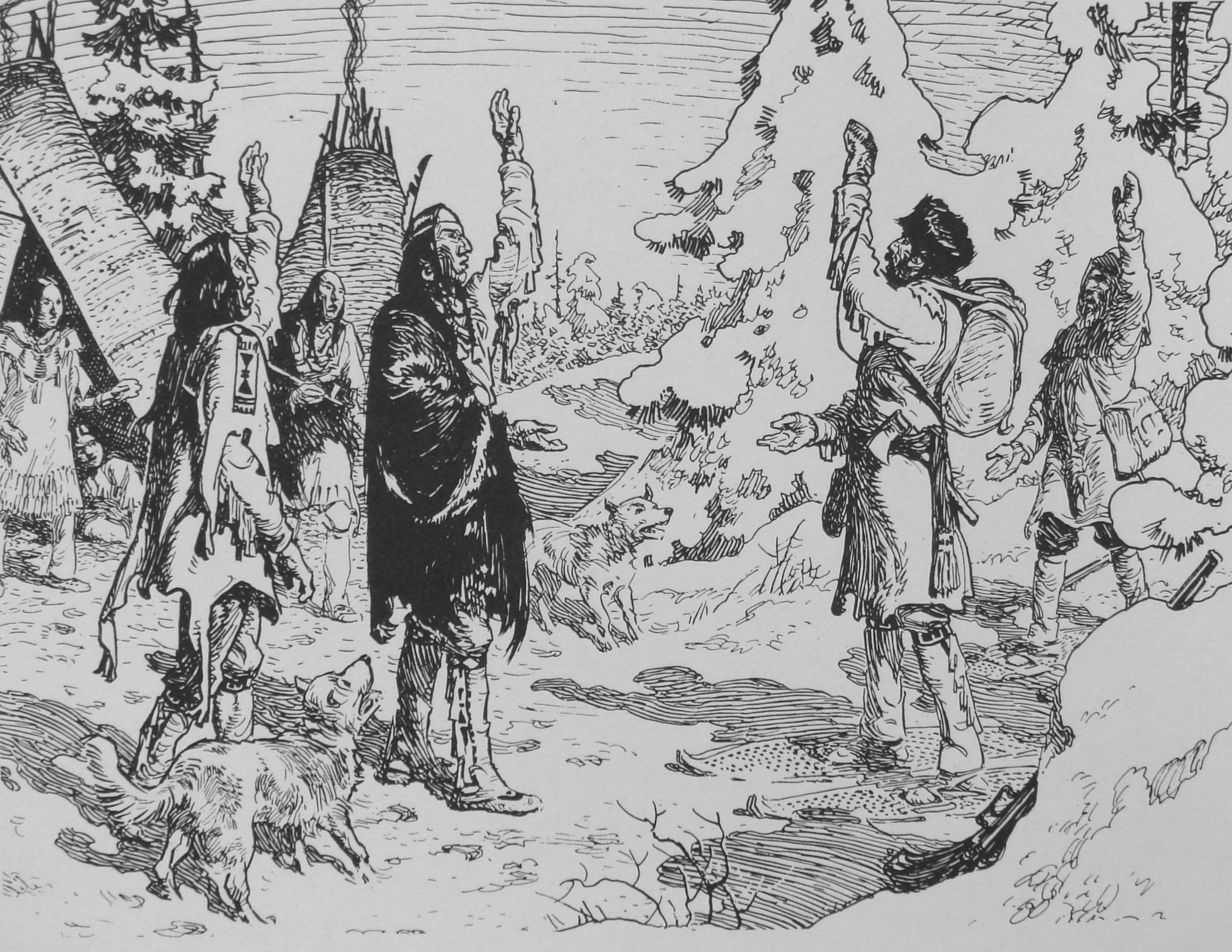
Llegada de Radisson a un campamento indígena en 1660.

Como se ha dicho antes, había diferentes motivos para guardar cosas dentro de un zulo. Entre los tipos de artículos que un trampero alguna vez haya podido esconder dentro de un zulo, en una lista incompleta habría los siguientes: pieles de castor, trampas, cañones, pólvora, piedras, barras de plomo, tabaco, cuchillos, hachas, café, azúcar, sal, jamón, cerdo, judías, maíz, abrigos de búfalo, mantas de lana, telas, quincalla para los indios y un sinfín de otras cosas. Los motivos del "Mountain man" para utilizar un zulo, variaban según fuera explorador, comerciante o trampero:
- El explorador podía aligerar su carga durante una parte difícil de su viaje, o almacenar en el zulo artículos importantes (como alimentos, plomo y pólvora) para su viaje de vuelta.
- El comerciante podía almacenar algunas de sus mercancías comerciales para recuperarlas más tarde.
- El trampero necesitaba un lugar donde poder esconder sus pieles de castor hasta que estuviera preparado para transportarlas hasta los mercados del este.

## Construcción de un zulo

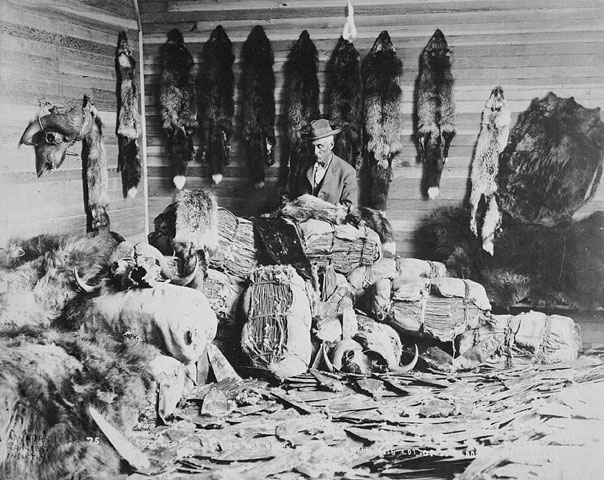
Comerciante de pieles canadiense a finales del.

El capitán Meriwether Lewis, el 9 de junio de 1805, lo describe así:
- Un lugar disimulado.
- Un agujero hecho en el suelo.
- Una tapa disimulada.

Primero hay que buscar un lugar adecuado para la construcción, es muy importante que sea muy seco y de preferencia sobre un terreno plano sin árboles en los alrededores para evitar las raíces que dificultarían hacer el agujero en la tierra.
Se traza un círculo de unas veinte pulgadas de diámetro, se retira con cuidado el césped o hierba de este círculo, sacándola tan entera como sea posible para que se pueda volver a poner en la misma posición cuando el zulo esté terminado y lleno. Este agujero circular se excava entonces perpendicularmente hasta la profundidad de un pie, si el suelo no es muy firme, algo más profundo. Después, se comienza a trabajar hacia fuera ensanchandolo a medida que se avanza hacia el fondo, hasta que el agujero tenga alrededor de seis o siete pies de profundidad, dándole casi la forma de una tetera, o la parte inferior de un gran alambique. El fondo también se hace un poco más profundo hacia el centro.
Las dimensiones del zulo tienen que estar en proporción con la cantidad de artículos destinados a ser depositados. A medida que se excava, se saca la tierra con un recipiente y con cuidado se va colocando sobre una piel o tela, y después se lleva hasta un lugar donde se pueda esparcir en forma que quede disimulada; generalmente, en algún riachuelo próximo, donde el agua la dispersará sin dejar rastros que podrían conducir al descubrimiento del zulo.
Antes de que los bienes estén depositados, tienen que estar muy secos. A continuación, se recoge una parcela de pequeñas ramas secas, y se hace una base entre-tejiéndolas, de tres o cuatro pulgadas de espesor, que después se cubre con un poco de tierra seca. Entonces,  se depositan los artículos, teniendo cuidado de evitar que toquen las paredes, poniendo otras ramas secas a medida que se va poniendo la mercancía. Cuando esté casi lleno, se cubren los productos con una piel, luego se cubre de tierra se pisa bien el primer césped eliminado, el agujero tiene que quedar disimulado y a nivel con la superficie del terreno circundante. De este modo, las pieles secas, mercancías o alimentos secos se pueden mantener sin deterioro durante algunos años.

## Usuarios destacados de zulos

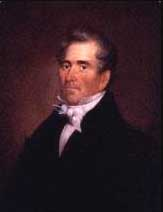
Manuel de Lisa.

- John Jacob Astor (17 de julio de 1763, Walldorf, Alemania - 29 de marzo de 1848, Nueva York, Estados Unidos), hijo de un carnicero alemán y el menor de tres hermanos. Emigró a Inglaterra cuando era adolescente, trabajando como fabricante de instrumentos musicales junto a su hermano mayor George Astor. Se trasladó a los Estados Unidos después de la Guerra de independencia de éstos, se dedicó al comercio de pieles y llegó a construir un monopolio, administrando un imperio comercial que se extendió primero a la región de los Grandes Lagos y Canadá, y luego se expandió al oeste de Estados Unidos hasta la costa del Pacífico.

- Manuel Lisa  (Nueva Orleans, 8 de septiembre de 1772 — Saint Louis, 12 de agosto de 1820) fue un importante comerciante de pieles y explorador norteamericano de origen español (murciano). Fue uno de los fundadores de la «Compañía de Pieles San Luis Misuri» y el explorador más conocido de su época de los territorios indios de los actuales estados de Misuri y Kansas. Hijo de un funcionario colonial español, fue un gran amigo de los Estados Unidos en su expansión hacia el oeste. Entre 1803 y 1804, colaboró como asesor de la expedición de Lewis y Clark, que abrió las puertas del "Far West" y debido a su actividad en el negocio de las pieles, Lisa fue muy influyente entre las tribus indias y contribuyó al hecho de que, en la guerra de 1812, fueran aliadas de los Estados Unidos contra la Gran Bretaña.[12]

- John Colter (Stuarts Draft, Virginia), can.1774 - Misuri, el 7 de mayo de 1812 o el 22 de noviembre de 1813) fue un trampero, comerciante de pieles, guía y explorador norteamericano que formó parte de la expedición de Lewis y Clark (1804-1806). Aunque fue parte de una de las expediciones más famosas de la historia, Colter es más recordado por las exploraciones que hizo en solitario durante el invierno de 1807-1808, cuando a las órdenes de Manuel Lisa, se convirtió en la primera persona de ascendencia europea conocida que se incorporó en la región que ahora integra el parque nacional de Yellowstone, siendo el primero en ver la cordillera Teton y Jackson Hole. Colter pasó meses solo en zonas vírgenes, siendo por este motivo generalmente considerado como el arquetipo y primer "Mountain man".[13]

- Meriwether Lewis (18 de agosto de 1774 en Charlottesville, Virginia y muerto el 11 de octubre de 1809 en Hohenwald, Tennessee) fue un explorador, soldado y funcionario estadounidense, célebre por su rol como líder del Corps of Discovery, la misión del cual, era explorar el territorio adquirido por la compra de Luisiana. En sus informes explicó con todo detalle la construcción de un zulo y cómo y cuándo utilizarlo.[11]

- George Drouillard (1773/75?–1810) era un cazador, intérprete y "parlante con signos" de la expedición de Lewis y Clark, a menudo considerado uno de los dos miembros más apreciados por Lewis (siendo el otro John Colter). Nacido de padre francés del Canadá y madre Shawnee de Detroit, Drouillard demostró ser el mejor cazador de la expedición, en particular durante el invierno pasado en Fort Clatsop. Después de participar en la expedición, continuó cazando pieles en los actuales Wyoming y Montana, trabajando para la Compañia de Pieles San Luis Misuri de Manuel Lisa, que lo contrató el 1807. A menudo aventurándose solo (cómo John Colter), en particular a las cabeceras del río Big Horn de Yellowstone y en los alrededores de Las Tres Forques del Misuri, George Drouillard fue salvajemente asesinado en mayo de 1810 por los indios Blackfoot, en la región de Las Tres Forques.

- Jedediah Smith (1799 – cerca de 1831) fue un cazador y comerciante de pieles que realizó exploraciones significativas para la apertura del oeste americano a los colonos europeos y americanos. Smith es considerado el primer hombre de ascendencia europea en cruzar el futuro estado de Nevada; el primero en atravesar Utah de norte a sur y de oeste a este; y el primer americano en llegar en California por ruta terrestre. También fue el primero en escalar Sierra Nevada y en explorar la zona que va desde San Diego hasta los bancos del río Columbia. Fue un hombre de negocios de éxito y socio único de la Compañía de pieles de las Montañas Rocosas después de la marcha de Ashley. Smith tenía una cicatriz destacable al rostro, fruto del ataque de un oso pardo.[14]

## "Mountain man"

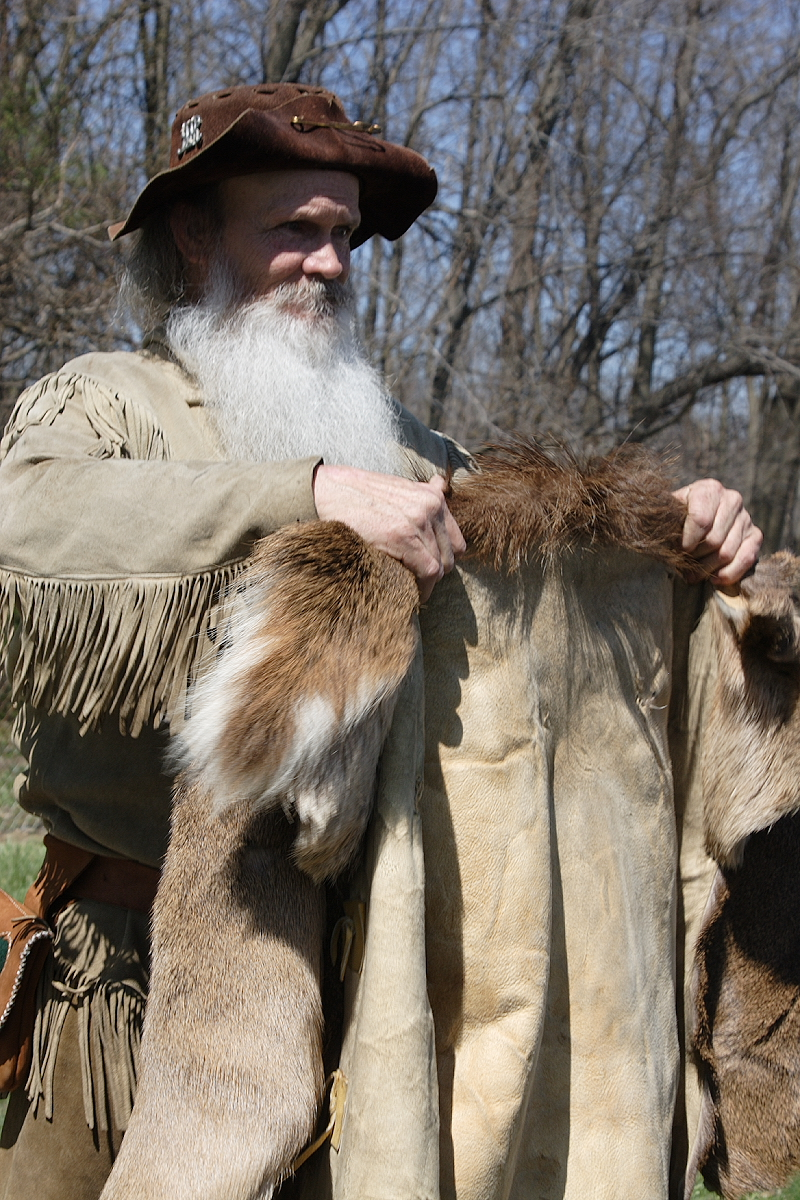
Actor en una recreación histórica interpretando un trampero con unas pieles como las que se guardaban en el zulo.

Los "Mountain man" vivieron principalmente en las Montañas Rocosas desde finales del siglo XVIII hasta la década de 1880 (con un pico de población a principios de la década de 1840). Entre 1820 y 1840, el máximo momento de esplendor de las capturas de castores,  había unos tres mil "Mountain man" distribuidos por las montañas. Si bien  había muchos tramperos libres, la mayoría trabajaba para las grandes compañías de comercio de pieles. La vida de un hombre de una compañía se encontraba casi militarizada. Los hombres tenían grupos un poco organizados, cazaban y colocaban trampas en brigadas y siempre informaban al cabo de la brigada de captura.  Este cabo, recibía el nombre de "boosway", una deformación del término francés bourgeois (en castellano, burgués). Era el líder de la brigada y el cabeza de comercio.
Los "Mountain man" eran étnicamente, socialmente y religiosamente diversos, y no encajaban en ningún estereotipo establecido. Aunque ellos consideraban que eran independientes, de hecho, eran un brazo económico de las grandes compañías de pieles que llevaban a cabo ferias anuales, conocidas como puntos de encuentro de cazadores los "Rendez vous", para que los "Mountain man" vendieran sus mercancías. La mayoría de los "Mountain man" eran nacidos en el Canadá, en los Estados Unidos, o en los territorios mexicanos del gobierno español.
El estereotipo de "Mountain man" se ha representado vestido con piel de ante y una gorra de piel de oso, luciendo barba espesa, y llevando un fusil Hawken y un cuchillo Bowie, normalmente conocido como "'cuchillo scalpin". Han sido idealizados como hombres honorables con su propio código cavalleresco, solitarios que ayudaban a los necesitados, pero que habían encontrado su hogar en la naturaleza salvaje.
Sin embargo, en realidad, la mayoría de cazadores viajaban y trabajaban en grupos o compañías. Su vestimenta típica combinaba gorras de lana y capas con pantalones y camisas de cuero preparadas al estilo nativo americano. Los "Mountain man" normalmente llevaban mocasines pero en ocasiones llevaban un par de botas pesadas por terrenos difíciles. Cada "Mountain man" llevaba un equipo básico que podía incluir armas, cuernos de pólvora, una bolsa de perdigones, cuchillos, hachas, cantimplora, utensilios de cocina y suministros de tabaco, café, sal y pemmican. Los caballos o mulas les eran esenciales, en número suficiente, es decir, un caballo para montar para cada hombre y al menos otro para llevar los suministros y pieles.

## Cache informático
Los ordenadores modernos disponen de una tecnología que por razón de la similitud con la funcionalidad de un zulo de trampero, se le ha bautizado con el nombre de caché: si la CPU necesita un dato, la va a buscar a este caché de acceso más rápido (en este caso: una memoria estática más rápida que  la memoria RAM dinámica del sistema), si no la encuentra, lo toma de la memoria lenta del sistema, teniendo en cuenta que esta memoria RAM dinámica, puede ser aproximadamente unas diez veces más lenta que la memoria RAM estática del caché; en otros casos, el caché no tiene por qué ser una memoria, puede ser "algo" que tenga un tiempo de acceso más rápido que el tiempo de acceso al disco duro (disk cache buffer) o un tiempo de respuesta más rápido que el tiempo de respuesta de la web (web cache).
Hay que recalcar que el cache en informática es un término muy genérico y que la traducción de "cache" como "memoria caché" es una traducción parcial y sesgada; se trata de una traducción inexacta puesto que no siempre se trata de una memoria de alta velocidad: un caché informático puede estar situado en un disco duro y en ese caso no se le puede llamar memoria.
- El disk cache es un buffer reservado en la memoria RAM (dinámica) del sistema, o en un pendrive suficientemente rápido empleado como ReadyBoost,[18] que básicamente, en determinadas condiciones puede suministrar los datos con más rapidez que un disco duro.[19]
- En el caso del web cache se salvan páginas enteras de mucho uso, ni siquiera en memoria RAM sino en el disco duro de un servidor más próximo (web cache remoto) o en el disco duro del propio ordenador del usuario (web cache local).